# Cardo (Paris)
Der Cardo von Paris oder Cardo von Lutetia ist die in der gallorömischen Stadt angelegte Hauptachse, die wie üblich von Nord nach Süd verlief.

## Verlauf
Der Cardo von Paris war der Teil der Römerstraße von Soissons nach Orléans, der innerhalb des im Vergleich zum heutigen Paris wesentlich kleineren Lutetia die Seine überquerte; nimmt man seine Verlängerung nach Norden und Süden entsprechend der heutigen Ausdehnung der Stadt hinzu, ergibt sich folgender, heute noch nachvollziehbarer Verlauf:
- Rue du Faubourg Saint-Martin
- Rue Saint-Martin
- Pont Notre-Dame
- Rue de la Cité
- Petit Pont
- Rue du Petit Pont
- Rue Saint-Jacques
- Rue du Faubourg Saint-Jacques

Nach Norden geht die Straße in die Route nationale 2 nach Soissons über, nach Süden in die Route nationale 20 nach Orléans.

## Seitenstraßen
Außer dem Cardo gab es zur Zeit der Römer nur wenige Straßen, die heute noch nachweisbar sind. Dies sind vor allem:
Nördlich der Seine
1. Die Rue Saint-Denis 150 Meter westlich der Rue Saint-Martin, die wohl seit dem 1. Jahrhundert besteht, am Grand Châtelet (heute Place du Châtelet) begann und über Saint-Denis nach Norden in die heutige Route nationale 1 nach Calais und Flandern mündet, in Saint-Denis aber auch nach Westen abbiegt, dort, wo der Fluss es zulässt, und in die Normandie führt. Eine antike Verbindungsstraße zwischen der Rue Saint-Denis und der Rue Saint-Martin ist nicht bekannt
2. Die Straße nach Melun und in die Champagne, die kurz hinter der Pont Notre-Dame auf Höhe der Avenue Victoria nach Osten abgeht, den Place de l'Hôtel de Ville und das Hôtel de Ville selbst schneidet, in die Rue François Miron und die Rue Saint-Antoine übergeht.

Südlich der Seine
1. Die Rue de la Harpe, die damals wohl vom Petit Pont nach Südwesten abging (seit Ende des 14. Jahrhunderts hat sie Verbindung zum Pont Saint-Michel, das Stück zwischen Petit Pont und Rue Saint-Sévérin ist nicht mehr vorhanden), und jenseits des heutigen Boulevard Saint-Germain unter dem Namen Boulevard Saint-Michel dem Stadtrand entgegen strebt.
2. Die Straße nach Burgund und Lyon, die wohl ebenfalls von der Petit Pont abging, jetzt jedoch nach Südosten; hier handelt es sich vermutlich um die Rue Galande und ein Stück der Rue Lagrange, ab hier nachweisbar den Place Maubert, die Rue de la Montagne Sainte-Geneviève, die Rue Descartes und die Rue Mouffetard – der Beginn der heutigen Route nationale 7 nach Lyon
3. Die Rue Cujas östlich der Rue Saint-Jacques ist die einzige nachgewiesene Straße aus römischer Zeit, die nicht dem Überlandverkehr diente, sondern vermutlich zwei Straßen miteinander verband. Allerdings ist nicht mehr feststellbar, ob sie die Straße nach Burgund auch erreichte, da sie bereits im frühen Mittelalter durch die Abtei Sainte-Geneviève überbaut wurde.

## Decumanus
Einen Decumanus – eine Straße im rechten Winkel zum Cardo – als Überlandverbindung hat es in Paris offenbar nicht gegeben, da eine Weiterführung der von Osten oder Südosten führenden Wege nach Westen aufgrund der geschlängelten Verlaufs der Seine nicht in Frage kam. Ein von Ost nach West führender Decumanus war aber auch nicht erforderlich, da von Anfang an die Seine, die damals schon eine der wichtigsten Verkehrsadern des Landes war, diese Rolle ausfüllte.